# Yinka Shonibare
Yinka Shonibare, född 9 augusti 1962 i London, är en brittisk-nigeriansk konstnär.  
Han föddes i London och växte upp i Lagos, Nigeria. Som vuxen har han åter sin bas i London. I sina verk utforskar han kulturella identiteter, migration, kolonialism och post-kolonialism i en globaliserad värld. Han arbetar med måleri, fotografi, skulptur och videoverk. Ett kännetecken för hans konst är referenser till vad som ofta uppfattas som typiskt afrikanska tygtryck. 

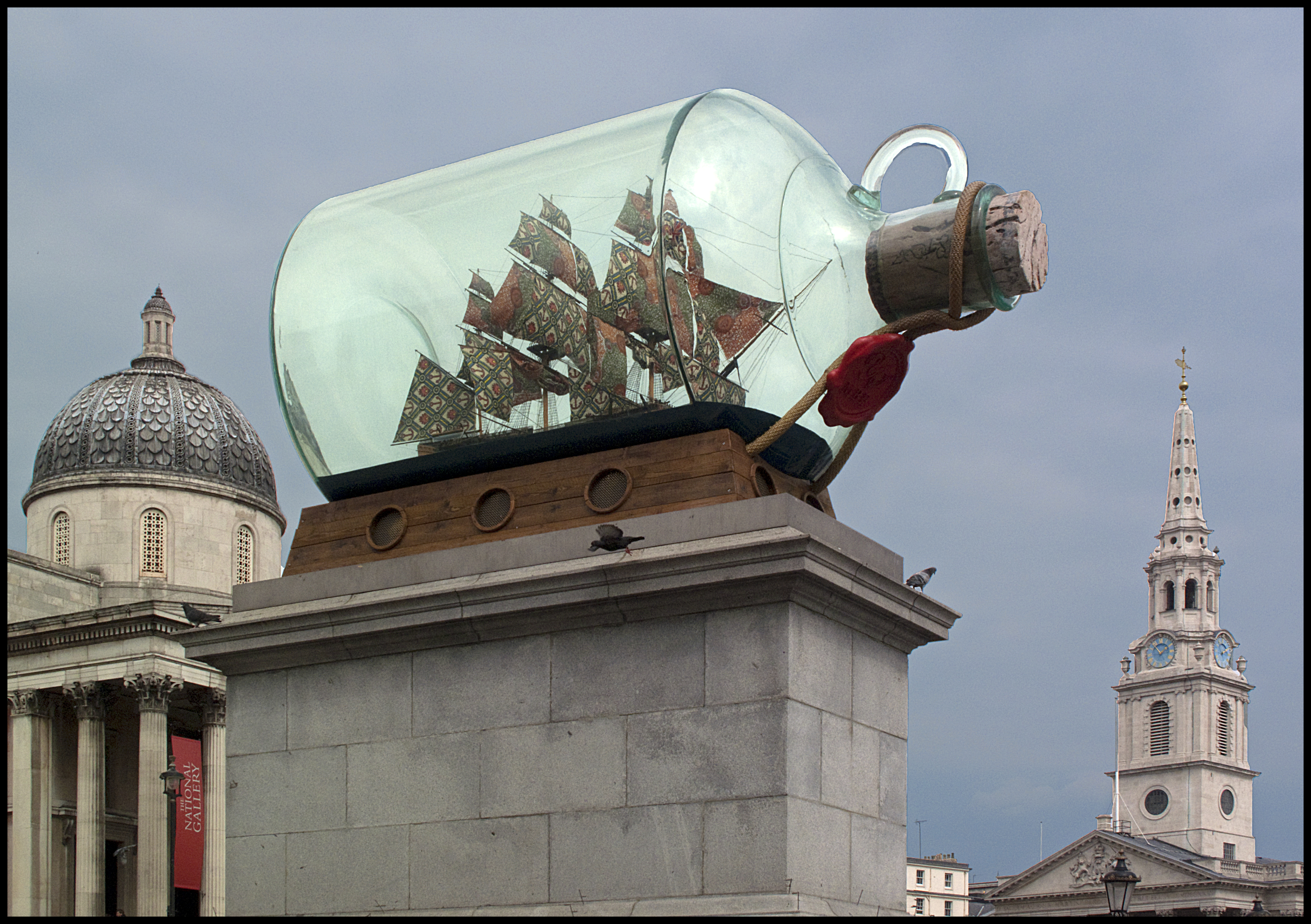
Nelson's Ship in a Bottle på Trafalgar Square i London 2010

Shonibare har ställt ut på konstbiennalen i Venedig, på Documenta i Kassel[källa behövs], och på många framstående konstmuseer i hela världen. År 2004 nominerades han till Turnerpriset för då aktuella utställningar på Museum Boijmans Van Beuningen i Rotterdam och Stephen Friedman Gallery i London.
Shonibares Nelson's Ship in a Bottle visades på Trafalgar Square i London 2010. 2022 presenterades hans Wind Sculpture in Bronze I i Rosendals skulpturpark i Stockholm av Prinsessan Estelles kulturstiftelse. Tidigare verk med svensk anknytning är bland annat Vasa ship på Moderna museet i Stockholm, och filmverket Un Ballo in Maschera om mordet på Gustav III, som spelades in på Confidencen i Ulriksdal 2004. Wind Sculpture in Bronze I ingår i den permanenta samlingen i Prinsessan Estelles skulpturpark på Kungliga Djurgården. 